# Petra Martić
Petra Martić (Split, 1991. január 19. –) horvát hivatásos teniszezőnő.
2008-ban kezdte meg profi karrierjét. Eddigi pályafutása során egyéniben négy, párosban öt ITF-tornagyőzelmet szerzett. WTA-versenyen egyéniben két tornát nyert, emellett egyéniben és párosban is egy-egy WTA 125K-tornán végzett az első helyen.
Grand Slam-tornákon egyéniben a 2019-es Roland Garroson szerepelt a legjobban, amelyen a negyeddöntőig jutott. Párosban a legjobb eredménye a 2021-es Roland Garroson és a 2022-es Australian Openen elért negyeddöntő. Legjobb egyéni világranglista-helyezése a 14. hely, amelyet 2020. január 13-án ért el, párosban a 49. helyre 2022. február 21-én került. Edzői Kuhárszky Zoltán és Vedran Martić voltak.
2008 óta Horvátország Fed-kupa-válogatottjának tagja. Kvalifikációt szerzett a 2012-es londoni olimpián való részvételre, de a verseny előtt megsérült, így nem tudott részt venni rajta.
Az alapvonal-játékosok közé tartozik, játékának legerősebb pontja a szervája. Kemény borításon szeret játszani leginkább. Kedvenc tornája a US Open. Négy és fél évesen kezdett el teniszezni, édesanyja ösztönzésére. Célja, hogy a világranglistán bekerüljön a legjobb 20 közé.

## WTA-döntői

### Egyéni
| Összesítés            |                              |
| Grand Slam-torna (0)  |                              |
| Premier Mandatory (0) | WTA 1000 (kötelező)* (0)     |
| Premier Five (0)      | WTA 1000 (nem kötelező)* (0) |
| Premier (0)           | WTA 500* (0)                 |
| International (1)     | WTA 250* (1)                 |

*2021-től megváltozott a tornák kategóriáinak elnevezése.

#### Győzelmei (2)
| No. | Dátum             | Helyszín                | Borítás | Ellenfél a döntőben | Eredmény a döntőben | Eredmény a döntőben |
| 1.  | 2019. április 28. | Istanbul Cup, Isztambul | Salak   | Markéta Vondroušová | 1–6, 6–4, 6–1       |                     |
| 2.  | 2022. július 17.  | Swiss Open, Lausanne    | Salak   | Olga Danilović      | 6–4, 6–2            |                     |

#### Elveszített döntői (4)
| No. | Dátum                | Helyszín                         | Borítás    | Ellenfél a döntőben   | Eredmény a döntőben   | Eredmény a döntőben |
| 1.  | 2012. március 4.     | BMW Malaysian Open, Kuala Lumpur | Kemény     | Hszie Su-vej          | 6–2, 5–7, 1–4 feladta | (részletek)         |
| 2.  | 2018. július 22.     | BRD Bucharest Open, Bukarest     | Salak      | Anastasija Sevastova  | 6–7(4), 2–6           |                     |
| 3.  | 2019. szeptember 15. | Zhengzhou Open, Csengcsou        | Kemény     | Karolína Plíšková     | 3–6, 2–6              |                     |
| 4.  | 2023. február 12.    | Ladies Linz, Linz                | Kemény (f) | Anasztaszija Potapova | 3–6, 1–6              |                     |

### Páros

#### Elveszített döntői (4)
|    | Dátum             | Torna                                                 | Borítás | Partner             | Ellenfelek a döntőben                          | Eredmény a döntőben | Eredmény a döntőben |
| 1. | 2012. február 12. | Open GDF Suez, Párizs                                 | Kemény  | A.-L. Grönefeld     | Liezel Huber Lisa Raymond                      | 6–7(3), 1–6         | (részletek)         |
| 2. | 2012. június 17.  | Gastein Ladies, Bad Gastein                           | Salak   | A.-L. Grönefeld     | Jill Craybas Julia Görges                      | 7–6(4), 4–6, [9–11] | (részletek)         |
| 3. | 2013. április 28. | Grand Prix de SAR La Princesse Lalla Meryem, Marrákes | Salak   | Kristina Mladenovic | Babos Tímea Mandy Minella                      | 3–6, 1–6            |                     |
| 4. | 2016. március 6.  | Monterrey Open, Monterrey                             | Kemény  | Maria Sanchez       | Anabel Medina Garrigues Arantxa Parra Santonja | 6–4, 5–7, [7–10]    |                     |

## WTA 125K-döntői

### Egyéni: 1 (1–0)
| Eredmény | No. | Dátum               | Torna                                                         | Borítás | Ellenfél a döntőben | Eredmény |
| -------- | --- | ------------------- | ------------------------------------------------------------- | ------- | ------------------- | -------- |
| Győztes  | 1.  | 2018. szeptember 9. | Oracle Challenger Series – Chicago, Amerikai Egyesült Államok | Kemény  | Mona Barthel        | 6–4, 6–1 |

### Páros: 1 (1–0)
| Eredmény | No. | Dátum           | Torna                       | Borítás | Partner     | Ellenfelek a döntőben   | Eredmény |
| -------- | --- | --------------- | --------------------------- | ------- | ----------- | ----------------------- | -------- |
| Győztes  | 1.  | 2016. június 5. | Bol Open, Bol, Horvátország | Salak   | Xenia Knoll | Raluca Olaru İpek Soylu | 6–3, 6–2 |

## ITF-döntői

### Egyéni 7 (4–3)
| $100,000 torna |
| $75,000 torna  |
| $50,000 torna  |
| $25,000 torna  |
| $10,000 torna  |

| Eredmény | No. | Dátum                | Torna                            | Borítás | Ellenfelek a döntőben  | Eredmény a döntőben |
| Döntős   | 1.  | 2007. október 14.    | Jersey, Egyesült Királyság       | Kemény  | Sabine Lisicki         | 3–6, 4–6            |
| Győztes  | 1.  | 2008. július 13.     | Zágráb, Horvátország             | Salak   | Yvonne Meusburger      | 6–2, 2–6, 6–2       |
| Győztes  | 2.  | 2009. szeptember 13. | Biella, Olaszország              | Salak   | Sharon Fichman         | 7–5, 6–4            |
| Győztes  | 3.  | 2013. június 3.      | Nottingham, Egyesült Királyság   | Fű      | Karolína Plíšková      | 6–3, 6–3            |
| Döntős   | 2.  | 2014. november 9.    | Captiva Island, Egyesült Államok | Kemény  | Gallovits-Hall Edina   | 2–6 2–6             |
| Győztes  | 4.  | 2017. április 9.     | Pula, Olaszország                | Salak   | Kathinka von Deichmann | 6–4, 7–5            |
| Döntős   | 3.  | 2017. május 6.       | Wiesbaden, Németország           | Salak   | Kathinka von Deichmann | 4–6, 6–4, 6–7(7)    |

### Páros 7 (5–2)
| Eredmény | No. | Dátum                | Torna                          | Borítás | Partner             | Ellenfél                                      | Eredmény            |
| -------- | --- | -------------------- | ------------------------------ | ------- | ------------------- | --------------------------------------------- | ------------------- |
| Győztes  | 1.  | 2009. május 10.      | Zágráb, Horvátország           | Salak   | Ajla Tomljanović    | Kszenija Milevszakaja Anasztaszija Pivovarova | 6–3, 6–7(4), [10–5] |
| Döntős   | 1.  | 2009. szeptember 18. | Szófia, Bulgária               | Clay    | Polona Hercog       | Bacsinszky Tímea Tathiana Garbin              | 2–6, 6–7(4)         |
| Döntős   | 2.  | 2010. október 3.     | Athén, Görögország             | Kemény  | Eléni Danjilídu     | Vitalija Gyjacsenko İpek Şenoğlu              | játék nélkül        |
| Győztes  | 2.  | 2010. december 17.   | Dubaj, Egyesült Arab Emírségek | Kemény  | Julia Görges        | Szánija Mirza Vladimíra Uhlířová              | 6–4, 7–6(7)         |
| Győztes  | 3.  | 2011. május 8.       | Cagnes-sur-Mer, Franciaország  | Salak   | Anna-Lena Grönefeld | Darija Jurak Renata Voráčová                  | 1–6, 6–2, 6–4       |
| Győztes  | 4.  | 2014. október 19.    | Tampico, Mexikó                | Kemény  | Maria Sanchez       | Valerija Szavinih Katerina Bondarenko         | 3–6 6–3 [10–2]      |
| Győztes  | 5.  | 2015. február 8.     | Burnie, Ausztrália             | Kemény  | Irina Falconi       | Han Hszin-jün Junri Namigata                  | 6–2, 6–4            |

## Eredményei Grand Slam-tornákon

### Egyéni
| Grand Slam | Australian Open | Australian Open    | Roland Garros  | Roland Garros      | Wimbledon      | Wimbledon        | US Open        | US Open             |
| Év         | Eredmény        | Utolsó ellenfél    | Eredmény       | Utolsó ellenfél    | Eredmény       | Utolsó ellenfél  | Eredmény       | Utolsó ellenfél     |
| 2008       | –               | –                  | –              | –                  | –              | –                | Selejtező      | Selejtező           |
| 2009       | Selejtező       | Selejtező          | 2. kör         | A. Wozniak         | –              | –                | 2. kör         | C. Wozniacki        |
| 2010       | 1. kör          | S. Lisicki         | 1. kör         | J. Gyementyjeva    | 2. kör         | M. Bartoli       | 1. kör         | E. Baltacha         |
| 2011       | 2. kör          | A. Radwańska       | Selejtező      | Selejtező          | 2. kör         | C. Pironkova     | 2. kör         | A. Pavljucsenkova   |
| 2012       | 1. kör          | Csang Kaj-csen     | 4. kör         | Angelique Kerber   | 1. kör         | Sabine Lisicki   | 1. kör         | Samantha Stosur     |
| 2013       | 1. kör          | Doi Miszaki        | 1. kör         | Ana Ivanović       | 3. kör         | C. Pironkova     | –              | –                   |
| 2014       | 1. kör          | Annika Beck        | 1. kör         | Elina Szvitolina   | 1. kör         | L Domínguez Lino | Selejtező (Q1) | Selejtező (Q1)      |
| 2015       | 1. kör          | M Sarapova         | 1. kör         | Garbiñe Muguruza   | Selejtező (Q1) | Selejtező (Q1)   | Selejtező (Q3) | Selejtező (Q3)      |
| 2016       | Selejtező (Q1)  | Selejtező (Q1)     | Selejtező (Q2) | Selejtező (Q2)     | Selejtező (Q1) | Selejtező (Q1)   | –              | –                   |
| 2017       | –               | –                  | 4. kör         | Elina Szvitolina   | 4. kör         | M Rybáriková     | 1. kör         | Agnieszka Radwańska |
| 2018       | 4. kör          | Elise Mertens      | 2. kör         | Vang Csiang        | 1. kör         | J Makarova       | 1. kör         | Lucie Šafářová      |
| 2019       | 3. kör          | Sloane Stephens    | Negyeddöntő    | M Vondroušová      | 4. kör         | Elina Szvitolina | 4. kör         | Serena Williams     |
| 2020       | 2. kör          | Julia Görges       | 3. kör         | Laura Siegemund    | elmaradt       | elmaradt         | 4. kör         | J Putyinceva        |
| 2021       | 1. kör          | Olga Danilović     | 1. kör         | Camila Giorgi      | 2. kör         | I-C Begu         | 2. kör         | Ajla Tomljanović    |
| 2022       | 1. kör          | Jil Teichmann      | 1. kör         | Kateřina Siniaková | 4. kör         | Jelena Ribakina  | 3. kör         | Viktorija Azaranka  |
| 2023       | 2. kör          | Csang Suaj         | 2. kör         | S Sorribes Tormo   | 3. kör         | Iga Świątek      | 2. kör         | Marie Bouzková      |
| 2024       | 1. kör          | Ajla Tomljanović   | 2. kör         | Elise Mertens      | 2. kör         | Iga Świątek      | 1. kör         | J Bouzas Maneiro    |
| 2025       | 1. kör          | Jaqueline Cristian | Selejtező (Q1) | Selejtező (Q1)     | 1. kör         | Diane Parry      |                |                     |

### Páros
| Grand Slam | Australian Open            | Australian Open                    | Roland Garros              | Roland Garros                              | Wimbledon                   | Wimbledon                          | US Open                 | US Open                               |
| Év         | Eredmény Partner           | Utolsó ellenfél                    | Eredmény Partner           | Utolsó ellenfél                            | Eredmény Partner            | Utolsó ellenfél                    | Eredmény Partner        | Utolsó ellenfél                       |
| 2010       | 1. kör Polona Hercog       | S. Borwell R. Kops-Jones           | 2. kör Darija Jurak        | N. Llagostera Vives M. J. Martínez Sánchez | 1. kör Polona Hercog        | L. Raymond R. Stubbs               | 3. kör Polona Hercog    | Csan Jung-zsan Cseng Csie             |
| 2011       | 1. kör Polona Hercog       | R. Kops-Jones A. Spears            | 1. kör Alberta Brianti     | N. Petrova A. Rodionova                    | –                           | –                                  | 1. kör Kszenyija Pervak | V. Gyjacsenko O. Szavcsuk             |
| 2012       | 3. kör Kristina Mladenovic | Vania King J. Svedova              | 2. kör Anna-Lena Grönefeld | A. Hlaváčková L. Hradecká                  | 3. kör A.-L. Grönefeld      | L. Huber L. Raymond                | 1. kör A.-L. Grönefeld  | A. Rodionova G. Voszkobojeva          |
| 2013       | 1. kör Kristina Mladenovic | Mandy Minella M Moulton-Levy       | 1. kör Chanelle Scheepers  | Séverine Belrame Laura Thorpe              | 3. kör Eugenie Bouchard     | A.-L. Grönefeld Květa Peschke      | 1. kör Andrea Petković  | Polona Hercog Lisa Raymond            |
| 2014       | 3. kör Babos Tímea         | Jarmila Gajdošová Ajla Tomljanović | –                          | –                                          | –                           | –                                  | –                       | –                                     |
| 2015       | 1. kör Irina Falconi       | A Medina Garrigues J Svedova       | 1. kör Coco Vandeweghe     | A-L Grönefeld A Panova                     | 1. kör Johanna Larsson      | Cara Black Lisa Raymond            | –                       | –                                     |
| 2016       | –                          | –                                  | –                          | –                                          | –                           | –                                  | –                       | –                                     |
| 2017       | –                          | –                                  | –                          | –                                          | –                           | –                                  | 1. kör A.-L. Grönefeld  | Szánija Mirza Peng Suaj               |
| 2018       | –                          | –                                  | 1. kör María Szákari       | I-C Begu Vang Csiang                       | 2. kör Magdaléna Rybáriková | Andreja Klepač MJ Martínez Sánchez | 1. kör Daria Gavrilova  | Elise Mertens Demi Schuurs            |
| 2019       | 3. kör Alizé Cornet        | Samantha Stosur Csang Suaj         | 2. kör Alizé Cornet        | Babos Tímea Kristina Mladenovic            | 3. kör Alizé Cornet         | Babos Tímea Kristina Mladenovic    | –                       | –                                     |
| 2020       | –                          | –                                  | –                          | –                                          | elmaradt                    | elmaradt                           | –                       | –                                     |
| 2021       | –                          | –                                  | Negyeddöntő Shelby Rogers  | I-C Begu Nadia Podoroska                   | 2. kör Shelby Rogers        | Harriet Dart Heather Watson        | 2. kör Shelby Rogers    | Gabriela Dabrowski Luisa Stefani      |
| 2022       | Negyeddöntő Shelby Rogers  | Aojama Súko Sibahara Ena           | 1. kör Shelby Rogers       | V Kugyermetova Elise Mertens               | –                           | –                                  | –                       | –                                     |
| 2023       | –                          | –                                  | –                          | –                                          | –                           | –                                  | –                       | –                                     |
| 2024       | 1. kör Katie Boulter       | Barbora Krejčíková Laura Siegemund | –                          | –                                          | –                           | –                                  | 2. kör Shelby Rogers    | Jaqueline Cristian Angelica Moratelli |

## Év végi világranglista-helyezései
| Év     | 2007 | 2008 | 2009 | 2010 | 2011 | 2012 | 2013 | 2014 | 2015 | 2016 | 2017 | 2018 | 2019 | 2020 | 2021 | 2022 | 2023  | 2024 |
| Egyéni | 325. | 214. | 84.  | 144. | 49.  | 59.  | 116. | 179. | 144. | 264. | 89.  | 32.  | 15.  | 18.  | 54.  | 39.  | 40.   | 123. |
| Páros  | –    | –    | 139. | 86.  | 97.  | 58.  | 83.  | 97.  | 101. | 179. | 600. | 263. | 154. | 301. | 78.  | 177. | 1225. | 476. |